# Krishna Lal Chadha
Krishna Lal Chadha en hindi: कृष्ण लाल चड्ढा; (Bhopalwala, Distrito Sialkot, Provincia Punjab, India británica, 15 de noviembre de 1936-Nueva Delhi, 23 de marzo de 2025) fue un científico, naturalista, y horticultor indio, además de escritor y profesor nacional del Consejo Indio de Investigación Agrícola. En 2012, fue honrado por el Gobierno de la India, con el cuarto premio civil indio más alto Padma Shri.

## Biografía
Krishna Lal Chadha es aborigen de Bhopalwala, Sialkot, en la India Británica, hoy en Pakistán. Su educación fue en la Escuela Superior del Gobierno, Jalandhar desde 1948 hasta 1951, después de lo cual se unió a la Universidad Punjab, Chandigarh de donde obtuvo el BSc en agricultura, en 1955; y, la maestría en horticultura, en 1960. A partir de entonces, se unió al Instituto Indio de Investigación Agrícola, en Nueva Delhi, para una investigación más alta, obteniendo su doctorado en 1964.
Chadha comenzó su carrera, en 1963, como horticultor auxiliar, en el "Instituto de Investigación Agrícola de la India"  y trabajó solo durante un año para pasar, en 1964, a la Universidad Agrícola de Punjab, Ludhiana, como especialista en fruta. Después de trabajar allí durante cinco años, se unió al Instituto Indio de Investigación Hortícola (su acrónimo IIHR, en inglés), Bengaluru, en 1969 como "Horticultor Senior". 
En 1972, se mudó a Lucknow, para trabajar en la Estación Central de Investigaciones Mango, como Coordinador de Proyecto en Frutos; y, más tarde, fue promovido como Jefe del Centro. El siguiente movimiento fue volver al IIDH, en Bengaluru, como Director del Instituto, en 1980, por una temporada hasta 1986 cuando fue llamado a los cuadros de gobierno como Comisionado de Horticultura, Gobierno de la India y luego, como Director Ejecutivo de la Junta Nacional de Horticultura. En 1987, fue promovido como subdirector general del Consejo Indio de Investigación Agrícola de donde se retiró en 1996. En 1997, fue seleccionado como "Profesor Nacional" del ICAR, una publicación que ocupó hasta 2001; y, es Profesor Adjunto del Instituto de Investigación Agrícola de la India desde entonces.
Krishna Lal Chadha ha ocupado cátedras en:
- Sociedad India Profesional de Agronegocios (ISAP);
- Grupo Internacional Mango de trabajo y Sistemas de Agronegocios de India (Agriwatch), Nueva Delhi durante 2007 a 2008.[5]

Fue presidente de varias sociedades agrícolas de nivel nacional, como la Sociedad India de Ciencias de la Agricultura, la Sociedad  Bougainvillea de la India, la Sociedad de la  Orquídea y la Sociedad de Setas de la India. También fue vicepresidente de la Sociedad India de Ciencias Vegetales y la Sociedad de Rosas de la India. Es el principal mecenas de la Asociación para la Mejora de la Producción y la Utilización de Bananas y la Asociación de Jardines de Cocina de toda la India; y, ha servido a la Junta de Síndicos de la Centro Internacional de la Papa (CIP), Lima, Perú, siete años como miembro y tres años como vicepresidente. También ha trabajado como secretario del subgrupo sobre Viticultura para Asia sudoriental y vicepresidente de la Comisión de horticultura tropical y subtropical. Ha sido consultor de varias Agencias internacionales como FAO para la producción de fruta en ocho países de Asia, Recursos Genéticos en Tailandia, USAID en la producción de mango para la Asociación de Mejoramiento de Exportación de Horticultura (HEIA), El Cairo, Egipto, Bioversity International (antiguo IPGRI) sobre recursos genéticos en cítricos, mango y frutas subtropicales y el Banco Mundial sobre la producción de viveros de horticultura y especies forestales. Él es presidente en ejercicio de la Sociedad de Horticultura de la India.
Chadha es miembro de la "Sociedad Internacional de Ciencias Hortícolas", un foro con sede en EE. UU. de los profesionales científicos y técnicos en el campo de la horticultura. y es miembro de varios grupos de trabajo dentro de la organización. Es miembro de la Academia Nacional de Ciencias Agrícolas, la Sociedad de Horticultura de India y la Sociedad India de Ciencia Vegetal.
Ha sido presidente de agencias gubernamentales y profesionales como:
- Comisión Nacional de Planificación de la India;
- Grupo de trabajo para el Desarrollo de la horticultura en India;
- Comité Nacional para el cultivo de palma aceitera;
- Comité de Registro de Pesticidas;
- Comité de Alta Potencia sobre Reestructuración del Departamento de Agricultura;
- Comité de Alta Potencia para la horticultura en los estados de Bengala Occidental, Haryana y Gujarat.

También ha sido miembro del Comité Directivo Nacional de Productos Orgánicos, Comité de la Comisión de Planificación para la Revisión de Mitad del undécimo Plan Quinquenal y dos Fuerzas de Tareas del Gobierno de Kerala y del Gobierno de Rajasthan.
Krishna Lal Chadha vive en Nueva Delhi, donde la Sociedad Hortícola de India tiene su sede.

## Legado
A Chadha se le acreditan treinta libros sobre temas de agricultura y horticultura, que incluye Advances in Horticulture, una publicación de trece volúmenes cubriendo 9410 páginas. He has also brought out a Handbook of Horticulture.
Algunos de sus otros libros notables son:
- Biotechnology of Horticulture and Plantation Crops (Biotecnología de cultivos hortícolas y plantaciones),;[19]
- Agriculture and Environment (Agricultura y Ambiente),;[20]
- The Grape : Improvement, Production and Post-Harvest Management (La uva: mejora, producción y gestión posterior a la cosecha);[21]
- The Apple : Improvement, Production and Post Harvest Management (La manzana: mejora, producción y gestión posterior a la cosecha).[22]

Muchos libros sobre horticultura y agricultura han citado a Chadha en sus obras.

## Premios y reconocimientos
- 1984: Premio Borlaug;
- 1996: Premio Om Prakash Bhasin;
- 1996: Premio Dr. H.M. Marigowda;
- 1998: Premio S.K. Mitra;
- 1999: Premio Memorial S.S. Ranade.[4][5]

- 2001: galardonado con honores, con el "Premio Milenio al Logro" de la All Kitchen Garden Association.
- 2004: Academia Nacional de Ciencias Agrícolas NAAS Dr. B. P. Pal Memorial Award (2004);
- 2007: Premio al Logro de Vida de HSI-Shivashakthi;
- 2008: Premio Nacional al Liderazgo Agrícola.[4][5]
- 2012: el Gobierno de India incluyó a Chadha en el Día de Honores de la República en la lista de galardones Padma Shri.[3][4]

### Doctorados honoris causa
- 1995: a Krishna Lal Chadha se le confirió un doctorado de DSc (honoris causa) por el Universidad de Agricultura y Tecnología Chandra Shekhar Azad.
- 2008: Orissa University of Agriculture and Technology;
- 2009: Rajendra Prasad Agricultural University.[4][5]

## Otras lecturas
- K L Chadha (2011). Handbook of Horticulture (en inglés). DK Agencies. p. 1031. ISBN 8171640060.
- K L Chadha and P N Ravindran (2003). Biotechnology of Horticulture and Plantation Crops (en inglés). Malhotra Publications. ISBN 9788185048420.
- K. L. Chadha,    M. S. Swaminathan (2006). Agriculture and Environment (en inglés). Malhotra Publishing House. p. 920. ISBN 978-8185048444. (enlace roto disponible en Internet Archive; véase el historial, la primera versión y la última).
- K. L. Chadha and S.D. Shikhamany (1999). The Grape : Improvement, Production and Post-Harvest Management (en inglés). Malhotra Publishing House. ISBN 81-85048-40-1. Archivado desde el original el 5 de marzo de 2016. Consultado el 29 de noviembre de 2017.
- K. L. Chadha, R. P. Awasthi (2005). The Apple : Improvement, Production and Post Harvest Management (en inglés). Malhotra Publishing House. ISBN 978-8185048437. (enlace roto disponible en Internet Archive; véase el historial, la primera versión y la última).
- K. L. Chadha, O. P. Pareek (2007). Advances in Horticulture: v. 1: History Genetic Resources Crop Improvement (en inglés). Malhotra Publishing House. p. 567. ISBN 978-8185048192. (enlace roto disponible en Internet Archive; véase el historial, la primera versión y la última).
- K. L. Chadha, O. P. Pareek (2007). Advances in Horticulture: v. 2: Propagation and Rootstocks (en inglés). Malhotra Publishing House. p. 586. ISBN 978-8185048192. (enlace roto disponible en Internet Archive; véase el historial, la primera versión y la última).
- K. L. Chadha, O. P. Pareek (2007). Advances in Horticulture: v. 3: Psychological Aspects, Disease Management, and Pest Management (en inglés). Malhotra Publishing House. p. 505. ISBN 978-8185048215. (enlace roto disponible en Internet Archive; véase el historial, la primera versión y la última).
- K. L. Chadha, O. P. Pareek (2007). Advances in Horticulture: v. 4: Pre and Post Harvest Management (en inglés). Malhotra Publishing House. p. 514. ISBN 978-8185048222. (enlace roto disponible en Internet Archive; véase el historial, la primera versión y la última).
- K. L. Chadha, G. Kalloo (2007). Advances in Horticulture: v. 5: Genetic Resources, Crop Improvement and Crop Production (en inglés). Malhotra Publishing House. p. 652. ISBN 978-8185048239. (enlace roto disponible en Internet Archive; véase el historial, la primera versión y la última).
- K. L. Chadha, G. Kalloo (2007). Advances in Horticulture: v. 6: Disease Management, Seed Production (en inglés). Malhotra Publishing House. p. 580. ISBN 978-8185048246. (enlace roto disponible en Internet Archive; véase el historial, la primera versión y la última).
- K. L. Chadha, J. S. Grewal (2007). Advances in Horticulture: v. 7: Potato (en inglés). Malhotra Publishing House. p. 827. ISBN 978-8185048253. (enlace roto disponible en Internet Archive; véase el historial, la primera versión y la última).
- K. L. Chadha, G. G. Nayar (2007). Advances in Horticulture: v. 8: Tuber Crops (en inglés). Malhotra Publishing House. p. 746. ISBN 978-8185048260. (enlace roto disponible en Internet Archive; véase el historial, la primera versión y la última).
- K. L. Chadha, P. Rethinam (2007). Advances in Horticulture: v. 9: Plantation and Spice Crops (en inglés). Malhotra Publishing House. p. 703. ISBN 978-8185048277. (enlace roto disponible en Internet Archive; véase el historial, la primera versión y la última).
- K. L. Chadha, P. Rethinam (2007). Advances in Horticulture: v. 10: Plantation and Spice Crops (en inglés). Malhotra Publishing House. p. 669. ISBN 978-8185048284. (enlace roto disponible en Internet Archive; véase el historial, la primera versión y la última).
- K. L. Chadha, Rajendra Gupta (2007). Advances in Horticulture: v. 11: Medicinal and Aromatic Plants (en inglés). Malhotra Publishing House. ISBN 978-8185048291. (enlace roto disponible en Internet Archive; véase el historial, la primera versión y la última).
- K. L. Chadha, S. R. Sharma (2007). Advances in Horticulture: v. 13: Mushroom (en inglés). Malhotra Publishing House. p. 680. ISBN 978-8185048314. (enlace roto disponible en Internet Archive; véase el historial, la primera versión y la última).